# 양산 법천사 묘법연화경 권6·7
양산 법천사 묘법연화경 권6·7(梁山 法泉寺 妙法蓮華經 卷六·七)은 대한민국 경상남도 양산시 법천사에 있는 묘법연화경이다. 2011년 4월 28일 경상남도의 유형문화재 제514호로 지정되었다.

## 개요
목판본으로 6·7합부 1책이며 외표지는 새로 장정(裝訂)한 것이다. 불상의 복장물로 추정되며, 습기에 의한 변색이 있으나 다른 상태는 양호하다. 각권을 보면, 6권은 ‘묘법연화경 수희공덕품 제18(妙法蓮華經 隨喜功德品第十八)’로 시작하여 총 75장이고, 7권은 ‘묘법연화경 묘음보살품 제24(妙法蓮華經 妙音菩薩品第二十四)’로 시작하여 시주질, 간기까지 66장이다. 모두 인쇄 상태가 좋고 글자체도 우수하다.
판본 형식은 광곽(匡郭)이 단선으로 되었고, 각 행은 계선으로 구분되었다. 반곽(半郭)은 가로 19.8㎝, 세로 27.2㎝에 9행 16자로 배자되었다. 중앙의 판심부(板心部)는 상하대흑구(大黑口)와 상하내향흑어미(上下內向黑魚尾)가 새겨진 것과 상하내향흑어미만 있는 것 등 판심부의 형태가 조금씩 차이가 있다. 흑어미 안으로 판심제는 ‘법화경(法華經)’이며, 이어 권·장차(卷·張次)가 새겨져 있다.
책의 말에 기재된 내용에는 승려 100여 명을 비롯해 일반민 61명이 시주하고, 각수는 법고(法高) 등을 비롯해 모두 6명이 참여했음을 알 수 있다. 또 간기에 의하면, 1531년(중종 26) 경상도 영천군 팔공산(八公山) 본사에서 간행된 것임을 알 수 있다.

## 참고 문헌
- 양산 법천사 묘법연화경 권6·7 - 국가유산청 국가유산포털